# Mäeküla (Türi)
Mäeküla (Duits: Mehheküll) is een plaats in de Estlandse gemeente Türi, provincie Järvamaa. De plaats heeft de status van dorp (Estisch: küla).

## Bevolking
Het dorp had 46 inwoners op 31 december 2011 en 47 inwoners op 31 december 2021.

## Ligging
De Tugimaantee 26, de secundaire weg van Türi naar Arkma, komt door Mäeküla. De rivier Prandi stroomt langs de noordgrens van het dorp.

## Geschiedenis
Mäeküla werd voor het eerst genoemd in 1590 onder de naam Caver, een dorp in de Wacke Serrefer (Särevere). Een Wacke was een administratieve eenheid voor een groep boeren met gezamenlijke verplichtingen. In 1614 werd het dorp Kawer genoemd. In het begin van de 17e eeuw werd Serrefer een landgoed. In de 18e eeuw werd een landgoed Mähkül of Mæhkül afgesplitst van Serrefer. In 1913 stond het landgoed bekend als Mehhekül en had het dorp Kawer de naam van het landgoed overgenomen. De laatste eigenaar voor het landgoed door het onafhankelijk geworden Estland werd onteigend, was baron Walter Schilling.
Het houten landhuis van het landgoed werd tijdens de Revolutie van 1905 door de opstandelingen platgebrand en is niet meer herbouwd. Het park rond het landhuis is wel bewaard gebleven.
Tussen 1977 en 1997 maakte Mäeküla deel uit van het buurdorp Taikse.